# Tarków (gmina)
Tarków (pocz. Tarków Wielki; od 1973 Paprotnia) – dawna gmina wiejska istniejąca do 1954 roku w woj. lubelskim/warszawskim. Siedzibą władz gminy był początkowo Tarków, a następnie Kościelna Paprotnia i Olędy.
W okresie międzywojennym gmina należała do powiatu siedleckiego w woj. lubelskim. Po wojnie gmina zachowała przynależność administracyjną.
1 stycznia 1949 roku gmina wraz z całym powiatem siedleckim została przeniesiona do woj. warszawskiego. Według stanu z dnia 1 lipca 1952 roku gmina składała się z 24 gromad. 1 września 1952 roku do gminy Tarków przyłączono część obszaru gminy Krześlin (gromady Grabowiec i Hołubla), odłączono od niej natomiast inną część obszaru, którą przyłączono do gminy Przesmyki (gromady Cierpigórz, Głuchówek, Górki i Starawieś).
Gmina została zniesiona 29 września 1954 roku wraz z reformą wprowadzającą gromady w miejsce gmin. Jednostki nie przywrócono 1 stycznia 1973 roku po reaktywowaniu gmin, utworzono natomiast jej terytorialny odpowiednik, gminę Paprotnia.